# 李顺然
李顺然（1933年—），男，台湾台北人，生于日本东京，中国新闻翻译家，曾任第八、九届全国政协委员。